# Gunnarsjön, Lappland
Gunnarsjön är en sjö i Storumans kommun i Lappland och ingår i Umeälvens huvudavrinningsområde. Sjön har en area på 7,88 kvadratkilometer och ligger 384,1 meter över havet.

## Delavrinningsområde
Gunnarsjön ingår i det delavrinningsområde (723003-156314) som SMHI kallar för Utloppet av Gunnarsjön. Medelhöjden är 407 meter över havet och ytan är 31,08 kvadratkilometer. Räknas de 6 avrinningsområdena uppströms in blir den ackumulerade arean 111,27 kvadratkilometer. Gunnarbäcken (Storbäcken) som avvattnar avrinningsområdet har biflödesordning 3, vilket innebär att vattnet flödar genom totalt 3 vattendrag innan det når havet efter 252 kilometer. Avrinningsområdet består mestadels av skog (68 procent). Avrinningsområdet har 8,54 kvadratkilometer vattenytor vilket ger det en sjöprocent på 27,5 procent.